# 和合圖
和合圖是香港其中一個「和字頭派系」的三合會，與十四K、新義安、和勝和、和安樂同為香港主要黑社會勢力。和合圖是香港歷史最悠久的幫會組織之一，又由於粵語「圖」與「桃」同音，有時也作「和合桃」，亦因此有「硬殼」的別稱（「合桃」即「核桃」）。

## 概況
「和合圖」1884年創立，1910-1920年代曾經是香港最大幫會堂口。數十年來一直統領「和字頭派系」各堂口的秩序。傳統勢力活躍於西環、尖沙咀及香港仔。1990年代，在美國加州的華人社區毒品市場亦曾經有龐大勢力。
「和合圖」有多方面的收入。水路方面，包括有香港仔漁市場保護費，以及早年來往香港仔至伶仃島的快線渡輪（現已停辦），後來轉型避風塘代客泊船。此外，2000年代，他們從盜版光碟市場與中、港軟性毒品市場中賺取暴利。2022年，幫中某名有實力人士多次在灣仔及銅鑼灣區與另一社團爆發衝突，亦引起多方關注。

## 歷史

### 創立碼頭工人工會
1884年8月，中法戰爭期間，中上環碼頭工人發起罷工，反對法國侵佔華南地區，拒絕接駁法國商船貨物，水警以違反《商船條例-卸載貨物法》為由拘捕數十工人，因此12個工人領袖聚集於香港中環的「和記客棧」，並組織起來發動全港反法游行示威，成立了一個工人互助幫會「合圖」(後來稱「和合圖」)，名字取其「合圖大業、振興中華」之意，12人選出「合圖」史上第一任首領賴忠，綽號「盲忠」（江湖人稱「歪嘴皇帝」）。因賴忠畢業於曰字樓孤子院（現拔萃男書院），受過高等教育，英语流利，勇於向港英政府爭取權益。「合圖」是香港歷史最悠久的工會組織，也是和字頭幫會的鼻祖。早期成員多數為三邑及本地圍頭人士。此外，相傳和合圖曾支持過辛亥革命。

### 成立和字頭聯盟
至1909年端午節，廣東洪門天寶山碧血堂的「黑骨仁」（或稱「黑骨紅」）來港建立「勇義堂」，他來香港後，眼見為香港各小堂口四分五裂，於是提議聚合各幫人馬，並傳授洪門的組織及幫規，並協議和平共存。為體現「以和為貴」的精神，各堂口決定在名稱中加入「和」字，組成一個既聯合又保有獨立運作空間的三合會聯盟，稱為「和字頭派系」。
和字頭聯盟創立時，有十數個幫會成員，並推舉了當時勢力最為龐大的幫會「合圖」作為母會，負責對外事務與內部糾紛的調解工作。各堂口仍保有自主經營的權利，其利益無需與聯盟共享。自此，「合圖」便改名為「和合圖」，成為和字頭聯盟的領導核心。

### 轉變成犯罪組織
1925至1926年的省港大罷工導致大量失業人士湧入幫會，促使各社團及堂口迅速擴，大加入從事犯罪活動。當時，香港最大的堂口是「和合圖」，總堂口設於西環，擴展到銅鑼灣、灣仔、香港仔及油尖旺各區。
1930年，和勝和由「和合圖」分出，自立門戶。
1962-1973年，擔任「和合圖」龍頭的陳泰（本名陳庭雄），人稱「灣仔皇帝」，因協助探長呂樂進行收租與收賄活動而聲名大噪。當時呂樂擔任香港警務處刑事偵緝處總華探長，任內將警員與黑社會之間的貪污行為制度化，讓「和字頭派系」在警方的庇護下穩定發展犯罪事業，雙方建立了互惠互利的密切關係。此時「新義安」亦在呂樂的強力支持下，崛起成為香港三大幫派之一。以致六七十年代很多警務人員都有「和字頭」及「新義安」幫派背景。
直至1974年，隨著「廉政公署」的成立，大力掃除大量貪腐收賄的警員，令非法行業失去了背後的庇護，使得三合會不得再像以往一樣高調活動。

### 美國三藩市勢力
在1990年代初期，「和合圖」開始進入美國，最初以三藩市為據點。美國的「和合圖」由莊炳強（莊叔/ Peter Chong）和周國祥（蝦仔/ Raymond Chow/ 前「合勝堂」成員）領導。
「和合圖」計劃控制三藩市所有的亞洲幫派，並從此向全美國擴展，進行毒品分銷。「和合圖」在殺害了當時美國西岸最大華人黑幫「華青幫」的領袖Danny Wong後，控制了三藩市唐人街的非法活動。將「華青幫」勢力趕出加洲灣區，「華青幫」隨後遷移到南加州。
1992年，莊炳強被控謀殺Danny Wong、勒索及縱火罪行，在判決前逃往香港，2000年被引渡回美，2002年被判15年8個月監禁，後來謀殺指控被撤銷，改判11.5年，2008年獲釋。
周國祥則在1995年，因非法軍火交易被判24年監禁，後因供出莊炳強，刑期縮短至11年，出獄後成為三藩市洪門致公總堂首領。2000後，「和合圖」兩大頭目入獄後勢力衰減，殘餘成員另組成三藩市的街頭幫派Jackson Boys（積臣幫）。

### 「和合圖」坐館選舉
2019年，「和合圖」坐館選舉，「荃灣輝」勝出任坐館，揸數則由「大眼」負責。管理其幫會香港仔、尖沙咀及銅鑼灣的勢力。

### 報復傷人案，「和合圖」血戰「新義安」
2022年2月，尖沙咀黑幫「和合圖」與「新義安」衝突不斷。22歲「新義安」成員「阿雀」與「和合圖」頭目「粒粒」因爭女結怨，1月8日「阿雀」在元朗遭和合圖「粒粒」召人斬傷。
2月6日，元朗發生「閘車」斬人案，懷疑是「新義安」向「和合圖」成員報復，但因為「粒粒」借車給「和勝和」的朋友，該朋友被誤認，無辜被斬傷。
2月9日，尖沙咀加拿分道，在一「新義安」場所外有兩名黑幫成員遭3名「和合圖」刀手伏擊，其中一人腿部重創倒地。警方針對連串血案拘捕多名涉案黑幫分子，包括幫派頭目及成員。

## 重要人物
- 「盲忠」，原名賴文星，「和合圖」的第一位首領﹐其綽號為「歪嘴皇帝」。
- 「老歪十二皇叔」。相傳是「合圖」創會的十二名工會領袖﹐分別為﹕1. 馬騮王﹐2. 方萬仔﹐3. 痘皮梅﹐4. 大眼勝﹐5.尖不甩﹐6. 叻仔﹐7. 袁陀陀﹐8.先生多﹐9. 矮仔周﹐10. 扁撻撻﹐11.駝背華﹐12.崩牙才。
- 陳泰：原名陳庭雄，已故龍頭，人稱「灣仔皇帝」，因曾為潛逃前總探長呂樂收租而成名，生前於灣仔開設中醫診所。
- 貓屎海：原名龔仲海，叔父、話事人、四一五白紙扇，2000年患癌病過身，於北角香港殯儀館舉殯[10][11]。
- 張治太：綽號「掙爆」，從事海上賭業，身家豐厚，和合圖太上皇。
- 周國祥：綽號「蝦仔」，為其幼年時祖母給他的乳名。前和合圖高層人物。17歲時移民美國，在香港本地幫會的介紹及推薦下加入美國當地華埠黑幫合勝堂。周國祥曾在美國法庭上為求自保而出賣頂證同案同門兄弟，有「三藩市教父」之稱的和合圖元老莊炳強。獲釋後從事走私及煙酒生意，並加入另一美國華人幫會五洲洪門致公總堂。其後派人開槍刺殺時任五洲洪門致公總堂會長兼美國華僑領袖梁毅，從而奪取其幫會龍頭之位。最後因謀殺、走私及非法持有軍火槍械等162項嚴重罪名而被美國法院判囚2900年監禁，不得假釋。
- 陳卓鋒：綽號「B鋒」。和合圖成員，近期被指有意參選坐館，由2020年比人稱香港仔強姦犯。

- 「大佬B」吳志雄：被指是前和合圖成員，是1980年代、1990年代銅鑼灣一帶的話事人，以經營或「管理」夜總會、酒吧、賭檔、馬檻(妓院)等娛樂場所為收入來源。吳志雄稱年輕時在油塘鯉魚門道遊樂場（高超道球場）曾撩事鬥非而走上黑社會之路。同時，吳志雄在少年時就曾加入邵氏兄弟當龍虎武師。1974年，加入無綫電視，演出過《網中人》、《狂潮》等電視劇中的小角色。後來又加入電影業，並曾與周潤發、古天樂、成龍等香港知名藝人深交。其中1987年的首次參與的電影《監獄風雲》便由他帶領黃光亮及邀得社團兄弟擔當臨時演員。由吳志雄多年來之朋友林嶺南（南燕）與其弟林嶺東所屬的新藝城開拍，亦引領了他們進入娛樂圈發展。吳志雄亦是《古惑仔》漫畫系列，《古惑仔電影系列》及《陰陽路》電影系列的策劃人，一度名利雙收，後來卻遭遇投資失利，近年轉往中港兩地發展[12][13][14]。

- 刀疤剛（本名不詳）：疑與香港傳媒大亨黎智英有關係人物[15]
- 7 RAIN (本名不詳) : 前和合圖成員，2010時期，擔任雙花紅棍，傳閒銅鑼灣海旁及香港仔海旁涉及多次毆鬥，後來移民澳洲隱姓埋名。

## 外部連結
- 和字頭[永久]
- 揭黑幕